# Severino Castillo
Severino Castillo (fl. XX secolo) è stato un allenatore di calcio uruguaiano.